# Umberto Zannier
Umberto Zannier (Spilimbergo, 25 de maio de 1957) é um matemático italiano, que trabalha com teoria dos números e geometria diofantina. É professor de geometria na Escola Normal Superior de Pisa.
Zannier estudou na Universidade de Pisa e obteve um doutorado na Escola Normal Superior de Pisa, orientado por Enrico Bombieri.
Foi palestrante convidado do Congresso Internacional de Matemáticos em Seul (2014: Elementary integration of differentials in families and conjectures of Pink.)

## Obras
- Some Applications of Diophantine Approximation to Diophantine Equations. Forum, Udine 2003.
- Lecture Notes on Diophantine Analysis. Edizioni Della Normale (Lecture Notes Scuola Normale Superiore), Apêndice por Francesco Amoroso, 2009.
- Some Problems of Unlikely Intersections in Arithmetic and Geometry. Annals of Math. Studies, Volume 181, Princeton University Press, 2012 (com apêndice por David Masser).
- com Enrico Bombieri, David Masser: Intersecting a Curve with Algebraic Subgroups of Multiplicative Groups. International Mathematics Research Notices, Volume 20, 1999, 1119–1140.
- A proof of Pisot {\displaystyle d^{th}} conjecture. Annals of Mathematics, Volume 151, 2000, p. 375–383.
- com P. Corvaja: A subspace theorem approach to integral points on curves, Compte Rendu Acad. Sci., 334, 2002, p. 267–271
- com P. Corvaja: Finiteness of integral values for the ratio of two linear recurrences. Inventiones Mathematicae, Volume 149, 2002, p. 431–451.
- com P. Corvaja: On integral Points on Surfaces. Annals of Mathematics, Volume 160, 2004, 705–726.
- com P. Corvaja: Some cases of Vojta’s conjecture on integral points over function fields. Journal of Algebraic Geometry, Volume 17, 2008, p. 295–333.
- Editor com F. Amoroso: Diophantine approximation. Lectures given at the C.I.M.E. summer school held in Cetraro, Italy, June 28-July 6, 2000. Springer 2003.
- com J. Pila: Rational points in periodic analytic sets and the Manin-Mumford conjecture. Atti Accad. Naz. Lincei, Cl. Sci. Fis. Mat. Natur., Rend. Lincei (9) Mat. Appl., Volume 19, 2008, Nr. 2, p. 149–162.